# Mettembert
Mettembert (antiguamente en alemán Mettenberg) es una comuna suiza del cantón del Jura, situada en el distrito de Delémont. Limita al norte con la comuna de Movelier, al este con Soyhières, al sur con Delémont, y al oeste con Pleigne.